# 속일본후기
속일본후기（일본어: 続日本後紀 쇼쿠니혼코키[*]）일본의 헤이안 시대인 869년에 성립된 역사서로, 육국사 중 4번째에 해당한다. 닌묘 천황의 시대, 덴초 10년(833년)부터 가쇼 3년(850년)까지의 18년간을 다루었다. 몬토쿠 천황의 칙명에 의해 사이코 2년(855년)에 편찬이 시작되어, 조간 11년(869년)에 완성되었다. 천황의 동정에 대한 기록을 상술하였고 천황 친정부터 셋칸 정치(摂関政治)에 걸친 시대를 연구하는 기본사료가 된다. 편년체로서 전체 12권으로 되어 있다.

## 편찬
이 책의 편찬은 몬토쿠 천황대인 사이코(斉衡) 2년(855년), 후지와라노 요시후사(藤原良房), 도모노 요시오(伴善男), 하루스미노 요시타다(春澄善縄), 안노 도요미치(安野豊道)에 의해 시작되었다. 그 후, 요시후사의 동생 후지와라노 요시미(藤原良相) 또한 참여하였지만 완성 전에 사망, 도모노 요시오는 오텐몬의 변(応天門の変)으로 유배, 도요미치의 시모우사노쿠니 부임 등의 악재가 발생하였다. 하지만 편찬자가 추가되지 않았기 때문에 최종적으로는 후지와라노 요시후사와 하루스미노 요시타다 두 사람만이 편찬자로서 남았다. 이로 인해, 편찬 방참에 관해서는 요시후사의, 기사의 서술에 있어서는 요시타다의 의향이 강하게 반영된 것으로 여겨지고 있다.

## 내용
육국사 중에서 처음으로 개별 천황의 치세만을 대상으로 하였다. 조와의 변(承和の変)도 이 책에 기재되어 있다. '속일본후기'라는 책 이름은, 일본후기를 잇는다는 의미이지만, 속일본기가 9대, 일본후기가 4대에 걸친 천황의 시대를 다뤘음에 비해, 이 책은 닌묘 천황의 1대만을 다루고 있다.
본서의 서술 대상이었던 닌묘 천황의 치세는, 사가 천황・준나 천황 양 시대에 이은 태평한 시대로서, '조와의 변'이외에 커다란 사건은 없었기 때문에, 궁중 행사 등은 상세히 서술되어 있지만, 정치 관계의 기사는 적은 편이라고 한다. 일설로는 '조와의 변'에서 쓰네사다 친왕(恒貞親王)이 태자에서 밀려나고 새로운 황태자인 미치야스 친왕(道康親王, 몬토쿠 천황)이 옹립된 정당성을 주장하기 위해 이 책이 쓰여졌다고도 한다. 천황의 거동을 중시한 실록적인 성격을 정사에 반영시킨 점에서, 이어지는 일본삼대실록 등에 큰 영향을 끼쳤다.
헤이안 시대 후기에는 초본(抄本)이 유포되어 있었다고 전해진다. 현존하는 가장 오래된 판본으로는 호엔 연간의 것이 있으며, 유취국사에 의해 본문이 보충되어 있다. 또, 산조니시케(三条西家)에서 육국사를 필사하는 단계에서, 양질의 저본을 입수하지 못하였고, 또한 족보 등을 본문 내용에 반영시키면서 오탈자나 쪽수의 오류 등이 발생하여, 현행 판본에까지 그 영향이 남아 있다고 한다.

## 출판본
- 黒板勝美 編『新訂増補国史大系　日本後紀、続日本後紀、文徳天皇実録』（吉川弘文館）

## 참고 문헌
- 坂本太郎『六国史』（吉川弘文館、1970年、新装版1994年） ISBN 4-642-06602-0
- 遠藤慶太『平安勅撰史書研究』（皇学館出版部、2006年） ISBN 4-87644-131-6

## 같이 보기
- 육국사